# Halowe Mistrzostwa Świata w Lekkoatletyce 2004 – bieg na 60 m mężczyzn
Bieg na 60 m mężczyzn – jedna z konkurencji rozgrywanych podczas halowych mistrzostw świata w lekkoatletyce w 2004. Eliminacje, półfinały oraz finał odbyły się 5 marca.
Do eliminacji zgłoszonych zostało 62 zawodników z 50 państw.
Zawody w tej konkurencji wygrał reprezentant Wielkiej Brytanii Jason Gardener. Drugą pozycję zajął zawodnik ze Stanów Zjednoczonych Shawn Crawford, trzecią zaś reprezentujący Grecję Jeorjos Teodoridis.

## Wyniki

### Eliminacje
Źródło: 
Bieg 1
| Miejsce | Zawodnik        | Państwo     | Wynik | Uwagi |
| ------- | --------------- | ----------- | ----- | ----- |
| 1.      | Matic Osovnikar | Słowenia    | 6,60  | NR    |
| 2.      | Łukasz Chyła    | Polska      | 6,63  |       |
| 3.      | Ronald Pognon   | Francja     | 6,73  |       |
| 4.      | Venancio José   | Hiszpania   | 6,76  |       |
| 5.      | Olusoji Fasuba  | Nigeria     | 6,78  |       |
| 6.      | Harmon Harmon   | Wyspy Cooka | 7,23  | PB    |
| 7.      | Fagamanu Sofai  | Samoa       | 7,65  | PB    |
| –       | Masud Azizi     | Afganistan  | DNS   |       |

Bieg 2
| Miejsce | Zawodnik            | Państwo             | Wynik | Uwagi |
| ------- | ------------------- | ------------------- | ----- | ----- |
| 1.      | Francis Obikwelu    | Portugalia          | 6,63  |       |
| 2.      | Eric Nkansah        | Ghana               | 6,64  |       |
| 3.      | Angelos Pawlakakis  | Grecja              | 6,72  |       |
| 4.      | Giennadij Czernowoł | Kazachstan          | 6,74  |       |
| 5.      | Delwayne Delaney    | Saint Kitts i Nevis | 6,99  |       |
| 6.      | Sébastien Gattuso   | Monako              | 7,03  | PB    |
| 7.      | Mohamad Tamim       | Liban               | 7,08  | NR    |
| –       | Antonio Ichiou      | Mariany Północne    | DNS   |       |

Bieg 3
| Miejsce | Zawodnik              | Państwo         | Wynik | Uwagi |
| ------- | --------------------- | --------------- | ----- | ----- |
| 1.      | Jason Gardener        | Wielka Brytania | 6,56  |       |
| 2.      | Roland Németh         | Węgry           | 6,65  |       |
| 3.      | Cláudio Roberto Souza | Brazylia        | 6,70  |       |
| 4.      | Aaron Egbele          | Nigeria         | 6,71  |       |
| 5.      | Prodromos Katsandonis | Cypr            | 6,81  |       |
| 6.      | Bob Colville          | Kostaryka       | 6,97  | NR    |
| 7.      | Mohamed Ould Brahim   | Mauretania      | 7,37  | PB    |

Bieg 4
| Miejsce | Zawodnik            | Państwo      | Wynik | Uwagi |
| ------- | ------------------- | ------------ | ----- | ----- |
| 1.      | Jeorjos Teodoridis  | Grecja       | 6,63  |       |
| 2.      | Ronny Ostwald       | Niemcy       | 6,67  |       |
| 3.      | Leonard Myles-Mills | Ghana        | 6,76  |       |
| 4.      | Jarbas Mascarenhas  | Brazylia     | 6,76  |       |
| 5.      | Alah Yambasu        | Sierra Leone | 6,87  |       |
| 6.      | Seksan Wongsala     | Tajlandia    | 6,92  | PB    |
| –       | John Ertzgaard      | Norwegia     | DNS   |       |

Bieg 5
| Miejsce | Zawodnik             | Państwo           | Wynik | Uwagi |
| ------- | -------------------- | ----------------- | ----- | ----- |
| 1.      | Shawn Crawford       | Stany Zjednoczone | 6,52  |       |
| 2.      | Niconnor Alexander   | Trynidad i Tobago | 6,55  | PB    |
| 3.      | Nicolas Macrozonaris | Kanada            | 6,67  |       |
| 4.      | Luéyi Dovy           | Francja           | 6,72  |       |
| 5.      | Anthony Ferro        | Belgia            | 6,74  |       |
| 6.      | Aleksandr Riabow     | Rosja             | 6,79  |       |
| 7.      | Souhalia Alamou      | Benin             | 6,92  | PB    |
| 8.      | Djikoloum Mobele     | Czad              | 7,20  | PB    |

Bieg 6
| Miejsce | Zawodnik                | Państwo           | Wynik | Uwagi |
| ------- | ----------------------- | ----------------- | ----- | ----- |
| 1.      | Kareem Streete-Thompson | Kajmany           | 6,63  |       |
| 2.      | Andrea Rabino           | Włochy            | 6,66  |       |
| 3.      | Mickey Grimes           | Stany Zjednoczone | 6,66  |       |
| 4.      | Matic Šušteršič         | Słowenia          | 6,76  |       |
| 5.      | Gary Ryan               | Irlandia          | 6,83  | SB    |
| 6.      | Darren Gilford          | Malta             | 6,88  |       |
| 7.      | Gian Nicola Berardi     | San Marino        | 7,01  |       |
| –       | Roger Angouono-Moke     | Kongo             | DNS   |       |

Bieg 7
| Miejsce | Zawodnik                 | Państwo         | Wynik | Uwagi |
| ------- | ------------------------ | --------------- | ----- | ----- |
| 1.      | Gábor Dobos              | Węgry           | 6,73  |       |
| 2.      | Tyrone Edgar             | Wielka Brytania | 6,76  |       |
| 3.      | Nathan Bongelo           | Belgia          | 6,77  |       |
| 4.      | Kostiantyn Rurak         | Ukraina         | 6,80  |       |
| 5.      | Sherwin James            | Dominika        | 6,92  |       |
| 6.      | Jack Howard              | Mikronezja      | 7,02  | PB    |
| 7.      | Amr Mohamed Gharseldin   | Egipt           | 7,02  |       |
| 8.      | Surendra Bahadur Thanait | Nepal           | 7,25  | PB    |

Bieg 8
| Miejsce | Zawodnik           | Państwo   | Wynik | Uwagi |
| ------- | ------------------ | --------- | ----- | ----- |
| 1.      | Asafa Powell       | Jamajka   | 6,60  |       |
| 2.      | Andriej Jepiszyn   | Rosja     | 6,64  | PB    |
| 3.      | Simone Collio      | Włochy    | 6,65  |       |
| 4.      | Dejan Vojnović     | Chorwacja | 6,69  |       |
| 5.      | Stéphan Buckland   | Mauritius | 6,72  | PB    |
| 6.      | Lok To Wai         | Hongkong  | 6,80  |       |
| 7.      | Diego Ferreira     | Paragwaj  | 6,86  | NR    |
| 8.      | Khalil Al-Hanahneh | Jordania  | 7,22  | PB    |

### Półfinały
Źródło: 
Bieg 1
| Miejsce | Zawodnik         | Państwo           | Wynik | Uwagi |
| ------- | ---------------- | ----------------- | ----- | ----- |
| 1.      | Jason Gardener   | Wielka Brytania   | 6,49  |       |
| 2.      | Francis Obikwelu | Portugalia        | 6,60  |       |
| 3.      | Mickey Grimes    | Stany Zjednoczone | 6,62  |       |
| 4.      | Eric Nkansah     | Ghana             | 6,67  |       |
| 5.      | Andrea Rabino    | Włochy            | 6,69  |       |
| 6.      | Gábor Dobos      | Węgry             | 6,73  |       |
| 7.      | Luéyi Dovy       | Francja           | 6,76  |       |
| 8.      | Dejan Vojnović   | Chorwacja         | 6,78  |       |

Bieg 2
| Miejsce | Zawodnik              | Państwo           | Wynik | Uwagi |
| ------- | --------------------- | ----------------- | ----- | ----- |
| 1.      | Matic Osovnikar       | Słowenia          | 6,60  | NR    |
| 2.      | Niconnor Alexander    | Trynidad i Tobago | 6,61  |       |
| 3.      | Ronny Ostwald         | Niemcy            | 6,66  |       |
| 4.      | Cláudio Roberto Souza | Brazylia          | 6,67  |       |
| 5.      | Asafa Powell          | Jamajka           | 6,71  |       |
| 6.      | Łukasz Chyła          | Polska            | 6,73  |       |
| 7.      | Aaron Egbele          | Nigeria           | 6,78  |       |
| 8.      | Tyrone Edgar          | Wielka Brytania   | 6,84  |       |

Bieg 3
| Miejsce | Zawodnik                | Państwo           | Wynik | Uwagi |
| ------- | ----------------------- | ----------------- | ----- | ----- |
| 1.      | Shawn Crawford          | Stany Zjednoczone | 6,54  |       |
| 2.      | Jeorjos Teodoridis      | Grecja            | 6,55  |       |
| 3.      | Simone Collio           | Włochy            | 6,58  | PB    |
| 4.      | Andriej Jepiszyn        | Rosja             | 6,63  | PB    |
| 5.      | Roland Németh           | Węgry             | 6,63  | SB    |
| 6.      | Kareem Streete-Thompson | Kajmany           | 6,64  |       |
| 7.      | Stéphan Buckland        | Mauritius         | 6,75  |       |
| 8.      | Nicolas Macrozonaris    | Kanada            | 7,23  |       |

### Finał
Źródło: 
| Miejsce | Zawodnik           | Państwo           | Wynik | Uwagi |
| ------- | ------------------ | ----------------- | ----- | ----- |
| 01 !    | Jason Gardener     | Wielka Brytania   | 6,49  |       |
| 02 !    | Shawn Crawford     | Stany Zjednoczone | 6,52  |       |
| 03 !    | Jeorjos Teodoridis | Grecja            | 6,54  | SB    |
| 4.      | Mickey Grimes      | Stany Zjednoczone | 6,55  | PB    |
| 5.      | Matic Osovnikar    | Słowenia          | 6,58  | NR    |
| 6.      | Francis Obikwelu   | Portugalia        | 6,60  |       |
| 7.      | Simone Collio      | Włochy            | 6,60  |       |
| 8.      | Niconnor Alexander | Trynidad i Tobago | 6,76  |       |